# René Bureau (communiste)
Pour les articles homonymes, voir René Bureau.
 (juin 2023).
René Bureau est un communiste français, né en 1887 à Chéroy (Yonne) et mort en 1921 à Cosne-sur-Loire (Nièvre).
Militant actif en Seine-et-Oise, il est élu à la Commission administrative permanente (CAP) de la SFIO en février 1920, avant de devenir en décembre 1920 membre du Comité directeur du Parti communiste (PC). Il meurt l'année suivante.

## Biographie
En 1912, René Bureau épouse, à Doué en Maine-et-Loire, la fille d'un important pépiniériste. De leur côté, son frère et lui sont les enfants d'un riche propriétaire d'une maison de tissus, sise, à Paris, rue de la Cerisaie puis rue d'Aboukir.
René Bureau est mobilisé au début de la Première Guerre mondiale. Réformé pour blessures, il vit à Paris, quai Henri-IV, puis achète une propriété à Brunoy, en Seine-et-Oise, ainsi que plusieurs immeubles, dont l'un pour y créer une Maison du peuple et une coopérative de consommation : l'Union des consommateurs de la banlieue sud de Paris.
Il est signalé comme adhérent du Parti socialiste dans cette période. Il y milite à la 4e section de la Seine. Avec son changement de domicile, son militantisme se déplace à Brunoy. En 1921, L'Humanité le présente comme « un des plus anciens militants » du Comité de la IIIe Internationale. En Seine-et-Oise, cette tendance l'emporte avant le congrès de Strasbourg de février 1920 (78 mandats pour la Reconstruction de l'Internationale ; 2 pour la Reconstruction avec amendement Blum ; 91 pour la IIIe Internationale). René Bureau est élu à la CAP. En juillet, il est arrêté pour complot contre la sûreté intérieure de l'État. Il est l'un des signataires de la motion d'adhésion à la IIIe Internationale. En décembre, au congrès de Tours, son intervention montre le rôle qui a été le sien dans la préparation à cette adhésion en Seine-et-Oise. Il est élu au Comité directeur du nouveau Parti communiste. Il siège à la commission des Statuts et règlements. Localement, il devient premier secrétaire de la Fédération communiste de Seine-et-Oise. 
Il est également le bailleur de fonds du journal L'Aube sociale et en relation avec Londres, où transite des fonds de l'Internationale.
Mais, malade, il doit partir se reposer à Cosne-sur-Loire, dans la Nièvre. Il y décède. Ses obsèques ont lieu à Ivry-sur-Seine sans fleurs ni couronnes, en « complète harmonie », écrit L'Humanité, avec sa vie.